# Alcudia de Monteagud (kommun)
Alcudia de Monteagud är en kommun i Spanien.   Den ligger i provinsen Provincia de Almería och regionen Andalusien, i den södra delen av landet, 400 km söder om huvudstaden Madrid. Antalet invånare är 151. Arean är 15,0 kvadratkilometer. Alcudia de Monteagud gränsar till Benitagla, Chercos, Cóbdar och Tahal. 
Terrängen i Alcudia de Monteagud är huvudsakligen kuperad, men åt sydväst är den platt.